# Rupela scitula
Rupela scitula là một loài bướm đêm trong họ Crambidae.